# Greg Lake

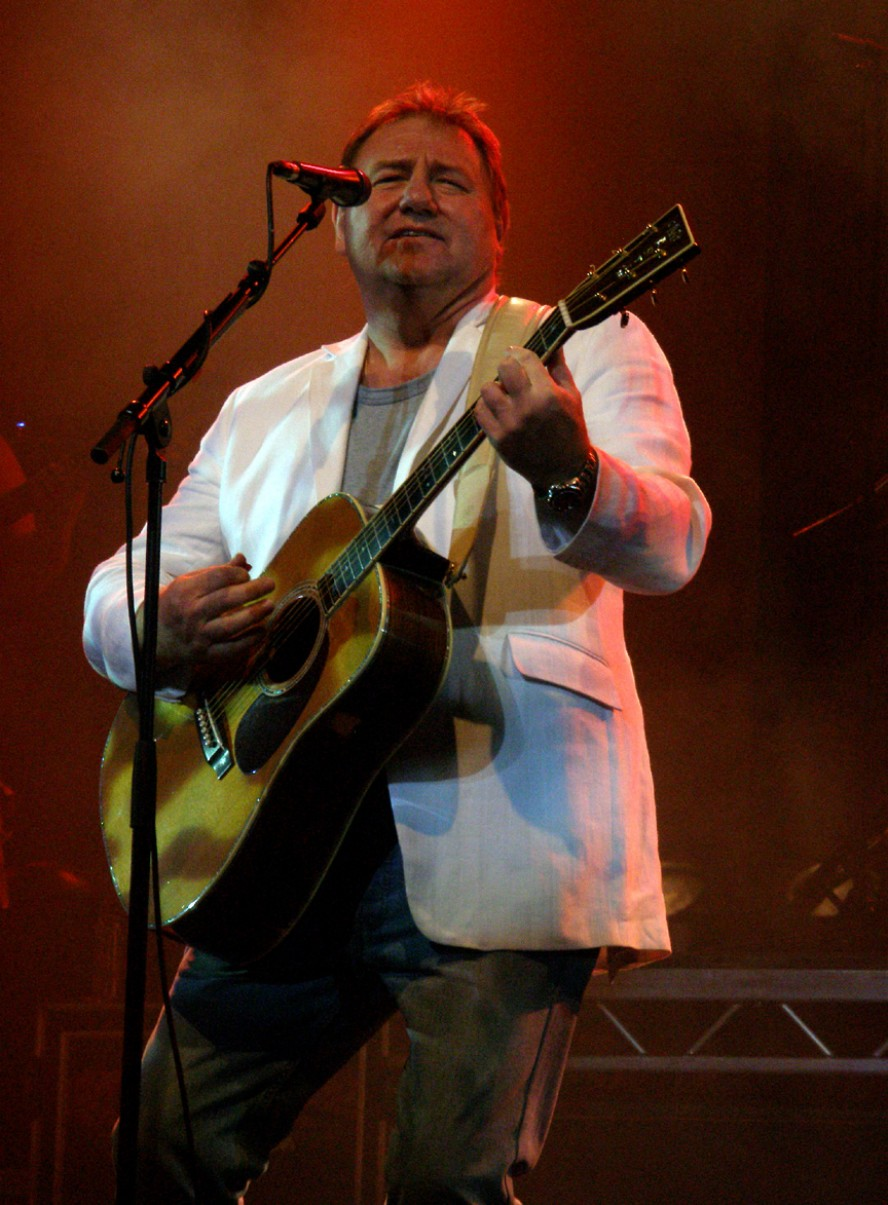
Greg Lake (2005)

Gregory Stuart „Greg“ Lake (* 10. November 1947 in Poole, England; † 7. Dezember 2016 in London) war ein britischer Bassist, Gitarrist, Sänger, Songwriter und Produzent. Er war Mitglied der Progressive-Rock-Bands King Crimson und Emerson, Lake and Palmer. Eine seiner bekanntesten Kompositionen ist die Ballade Lucky Man.

## Leben

### King Crimson
Zunächst war er Mitglied einer Band, die sich unter anderem The Shame nannte. Ende der 1960er spielte Lake in der Gruppe The Gods, von denen einige Mitglieder später Uriah Heep gründeten. Noch bevor das erste Album veröffentlicht wurde, verließ er die Band, um gemeinsam mit seinem alten Schulfreund Robert Fripp die Band King Crimson zu gründen. Hier spielte er zunächst die Bassgitarre. Für das Debütalbum In the Court of the Crimson King übernahm er zusätzlich die Aufgabe des Sängers. Das Album sollte eigentlich von Tony Clarke produziert werden, der damals für The Moody Blues tätig war. Da dieser jedoch bereits am ersten Tag die Aufnahmesession verließ, sprang Lake als Produzent ein.
Die Band trat zusammen mit The Nice auf deren Abschiedstour durch Nordamerika auf. Im Anschluss an die Tour verließ Lake die Band im April 1970, um mit dem Ex-The-Nice-Keyboarder Keith Emerson und dem Schlagzeuger Carl Palmer die Gruppe Emerson, Lake and Palmer (ELP) zu gründen. Dennoch half er noch bei der Fertigstellung des zweiten King-Crimson-Albums In the Wake of Poseidon mit, auf dem er die meisten Songs sang. So entstand noch die Singleauskoppelung Cat Food mit Lake als Leadsänger. Außerdem steuerte er seinen Gesang und sein Gitarrenspiel zum Album Still (1973) des King-Crimson-Texters Peter Sinfield bei.

### Emerson, Lake & Palmer

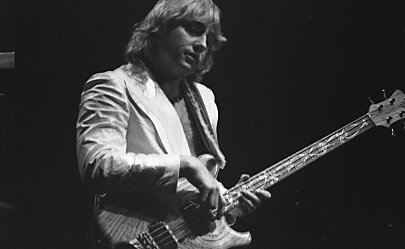
Greg Lake (1978)

Emerson, Lake & Palmer wurden eine der erfolgreichsten Bands der 1970er und waren maßgeblich an der Entwicklung des später so bezeichneten Progressive Rock beteiligt. Lakes markante und ausdrucksstarke Stimme trug wesentlich zu den Songs wie Still… You Turn Me On (Brain Salad Surgery) und The Sage (Pictures at an Exhibition) der Band bei. Obwohl er bei einigen Stücken auch Gitarre spielte, war er hauptsächlich als Bassist tätig. In der Studioversion der Ballade From the Beginning spielte er akustische, elektrische und Bassgitarre, die am Mischpult gemeinsam mit der Stimme und den eher zurückhaltenden Parts der anderen Musiker übereinandergelegt wurden. 
Von den Lesern der Musikzeitschrift Melody Maker wurde Lake 1971 zum zweitbesten Bassisten der Welt gewählt (in derselben Umfrage belegte er mit Keith Emerson den zweiten Platz als Komponist und Arrangeur). 1973 gründete Lake das Label Manticore, bei dem er einige talentierte Musiker unter Vertrag nahm. 1975 erschien sein Solostück I Believe in Father Christmas, das später in einer anderen Version auf dem ELP-Album Works Volume II veröffentlicht wurde. Lake schrieb vor allem die Texte der ersten Alben, später wurde er dabei von Peter Sinfield, der auch die Texte für die Band King Crimson geschrieben hatte, unterstützt beziehungsweise abgelöst.
Nach dem weniger erfolgreichen Album Love Beach (1978) lösten sich ELP aus zwei Hauptgründen zum ersten Mal auf: Bei Greg Lake zeigten sich erhebliche Stimmprobleme. Zudem kollidierte sein verstärkter Hang zum eher konventionellen Balladenstil mit der Musikauffassung von Keith Emerson und Carl Palmer, die den Schwerpunkt bei ELP wie früher auf hochkomplexe Instrumentalstücke legen wollten.

### Asia und solo
Nachdem sich die Band aufgelöst hatte, brachte Lake die zwei Soloalben Greg Lake (1981) und Manoeuvres (1983) heraus, auf denen unter anderem auch Ex-Thin-Lizzy-Gitarrist Gary Moore mitwirkte. Im Spätherbst 1983 ersetzte er für einige Konzerte in Japan, einschließlich der weltweiten Live-Übertragung eines Konzerts in Tokio durch den Fernsehsender MTV, John Wetton als Sänger und Bassist bei der Band Asia.
1984 versuchte Jim Lewis, Vizepräsident von Polydor Records, Emerson dazu zu bewegen, ELP wieder zusammenzubringen. Er traf sich mit Lake, und die beiden beschlossen eine Reunion. Da Schlagzeuger Palmer vertraglich an Asia beziehungsweise deren Plattenfirma Geffen Records gebunden war, engagierten Emerson und Lake Cozy Powell. Als Emerson, Lake & Powell nahm die Band ein Album auf, das 1986 veröffentlicht wurde und ging auf Tour. Nach Streitigkeiten mit Emerson löste sich das Trio im selben Jahr wieder auf. 1987 versuchte ebenfalls der Manager Palmers, Brian Lane, ELP wieder ins Leben zu rufen. Im März probten die drei Musiker sogar für zwei Wochen miteinander, doch das schlechte Verhältnis zwischen Emerson und Lake hielt unverändert an, und ein weiterer Versuch einer Wiedervereinigung ELPs scheiterte.
Lake wandte sich 1989 einem neuen Projekt zu, das ihn mit dem Asia-Keyboarder Geoff Downes und mit dem ehemaligen King-Crimson-Schlagzeuger Michael Giles zusammenbrachte. Die einjährige Zusammenarbeit der drei Musiker unter dem Projektnamen Ride the Tiger brachte acht neue Songs hervor, die bis heute teilweise unveröffentlicht geblieben sind. Der Song Street Wars erschien später auf dem ELP-Album In the Hot Seat, Love under Fire ist auf dem Asia-Album Aqua zu finden. Zwei weitere Stücke wurden auf Lakes From the Beginning. The Greg Lake Retrospective veröffentlicht.

### Spätere Karriere und Tod
1992 nahm ELP in Originalbesetzung mit Black Moon ein hardrockorientiertes Album auf. Es folgten eine Welttournee und 1998 ein weiteres Studioalbum mit anschließender Tournee. Nach ihrem letzten Konzert in San Diego löste sich die Band erneut auf. Lake tourte 2001 mit Ringo Starrs All-Starr Band. Ab 2005 trat Lake mit seiner um ihn formierten Band in Großbritannien auf. Die Gruppe setzte sich aus David Arch (Keyboard), Florian Opahle (Gitarre), Trevor Barry (Bass) und Brett Morgan (Schlagzeug) zusammen. 2006 veröffentlichte die Band eine Doppel-DVD. Auf dem von ihm produzierten Album Moonchild, das 2018 postum erschien, sang Annie Barbazza seine Songs.
Im Dezember 2016 erlag Greg Lake im Alter von 69 Jahren in London einem Krebsleiden.

## Diskografie

### Mit King Crimson
- 1969: In the Court of the Crimson King
- 1970: In the Wake of Poseidon

### Mit Emerson, Lake and Palmer

#### Alben
- 1970: Emerson, Lake & Palmer
- 1971: Tarkus
- 1971: Pictures at an Exhibition
- 1972: Trilogy
- 1973: Brain Salad Surgery
- 1977: Works Volume I
- 1977: Works Volume II
- 1978: Love Beach
- 1979: Emerson, Lake & Palmer in Concert
- 1992: Black Moon
- 1994: In the Hot Seat

### Solo
- 1981: Greg Lake
- 1983: Manoeuvres
- 1995: Greg Lake in Concert (King Biscuit Flower Hour)
- 1997: The Greg Lake Retrospective, From the beginning
- 2002: Nuclear Attack (Live)
- 2017: Live in Piacenza

### Mit Emerson, Lake & Powell
- 1986: Emerson, Lake & Powell
- 2012: Emerson, Lake & Powell (Live in Concert)

### Mit Asia
- 2001: Enso Kai – Live at the Budokan Tokyo 1983

### Mit Geoff Downes
- 2015: Ride the Tiger